# Ernesto Geisel
Ernesto Beckmann Geisel (Bento Gonçalves, 3. kolovoza 1907. – 12. rujna 1996.), brazilski vojni vođa, državnik i političar.
Rodio se u gradu Bento Gonçalves, država Rio Grande do Sul. Roditelji su mu bili njemački protestantski useljenici u Brazil. Imao je brata Orlanda, koji će zajedno s njim kasnije odigrati veliku ulogu u brazilskoj politici.
Rano se priključio vojsci i diplomirao 1925. kao prvi u klasi. Kasnije je nastavio vojno obrazovanje. Sudjelovao je u najvažnijim događajima brazilske povijesti u 20. stoljeću. Vidio je revoluciju 1930. godine, te uspon na vlast Getúlia Vargasa koji je dolazio iz iste države kao i on.
Bio je načelnik oružanih snaga kad je izbio puč 1964. i na vlast se popela vojna hunta. Brat mu je bio ministar vojske u kabinetu njegovog prethodnika.
Tijekom "olovnih godina" on je ipak bio manji diktator nego njegovi prethodnici i njegov nasljednik. Bio je upleten u Operaciju kondor.
Kao kandidat stranke ARENA vojska ga je predložila Kongresu, koji ga je potvrdio, jer se time davao privid slobodnih izbora. Imao je mandat od 5 godina, a prisegnuo je 15. ožujka 1974.
Tijekom 1970-ih ljevičari su gušeni i utišavani, a do njegovog dolaska na vlast bili su umuknuli. On je počeo proces zvan distensao koji je donio neke elemente demokracije. Nakon kraja mandata se povukao. Bio je general s 4 zvjezdice, odnosno nešto slično činu general-pukovnika.
Geisel je umro u Riu u 88. godini života.